# イスマエル・カストロ
イスマエル・ガンボア・カストロ（Ismael Gamboa Castro、1983年8月14日 - ）は、コロンビアのボリーバル県カルタヘナ出身の元プロ野球選手（内野手）。

## 経歴

### プロ入りとマリナーズ傘下時代
1999年にシアトル・マリナーズとマイナー契約を結び、プロ入り。
2000年と2001年は、ベネズエラン・サマーリーグでプレーしていた。
2002年は、傘下ショートシーズンA級エバレット・アクアソックスで66試合に出場し、打率.313、9本塁打、46打点、89安打を記録した後、傘下A+級サンバーナーディーノ・スタンピードへ昇格。6試合に出場し、打率.150、0本塁打、2打点、3安打を記録した。
2003年は、この年からチーム名前が変わったインランド・エンパイア・シックスティシクサーズで98試合に出場し、打率.275、3本塁打、25打点、90安打を記録した。
2004年も、傘下A+級インランド・エンパイアで16試合に出場し、打率.303、2本塁打、10打点、20安打を記録した。
2005年は、傘下AA級サンアントニオ・ミッションズで115試合に出場し、打率.264、9本塁打、51打点、111安打を記録した。
2006年は、傘下AA級サンアントニオで31試合に出場し、打率.241、1本塁打、9打点、27安打を記録した後、傘下AAA級タコマ・レイニアーズへ昇格。49試合に出場し、打率.303、4本塁打、21打点、53安打を記録した。AAA級で好成績であったが再契約は果たせず、同年限りでマリナーズを退団した。

### 独立リーグ時代
2007年は、独立リーグのサウス・コースト・リーグのメイコン・ミュージックと契約を結んだ。83試合に出場し、打率.332、9本塁打、73打点、101安打を記録した。同年限りでリーグが解散した。
2008年は、独立リーグのカナディアン・アメリカン・リーグのナシュア・プライドと契約を結んだ。82試合に出場し、打率.300、2本塁打、46打点、94安打を記録した。
2009年は、独立リーグのゴールデンベースボールリーグのユマ・スコーピオンズと契約を結んだ。ここには、同じコロンビア出身のエミリアーノ・フルートや、後の第3回WBC予選のコロンビア代表に選出され一緒にプレーするクリスチャン・メンドーサ、ロナルド・ラミレス、イェシド・サラザール、レイナルド・ロドリゲス、ディオベル・アビラらコロンビア人選手が多く所属していた。73試合に出場し、打率.317、6本塁打、21打点、88安打を記録した。
2010年は、同リーグのチコ・アウトローズと契約を結んだ。37試合に出場し、打率.331、2本塁打、22打点、50安打を記録した。
アウトローズ退団後は、母国コロンビアのリーガ・コロンビアーナ・デ・ベイスボル・プロフェシオナルのティグレス・デ・カルタヘナなどでプレー。
また2012年11月には、第3回WBC予選のコロンビア代表に選出された。

### 現役引退後
2019年にセントルイス・カージナルス傘下ルーキー級ドミニカン・サマーリーグ・カージナルスのコーチに就任した。